# Hradištko pod Medníkem

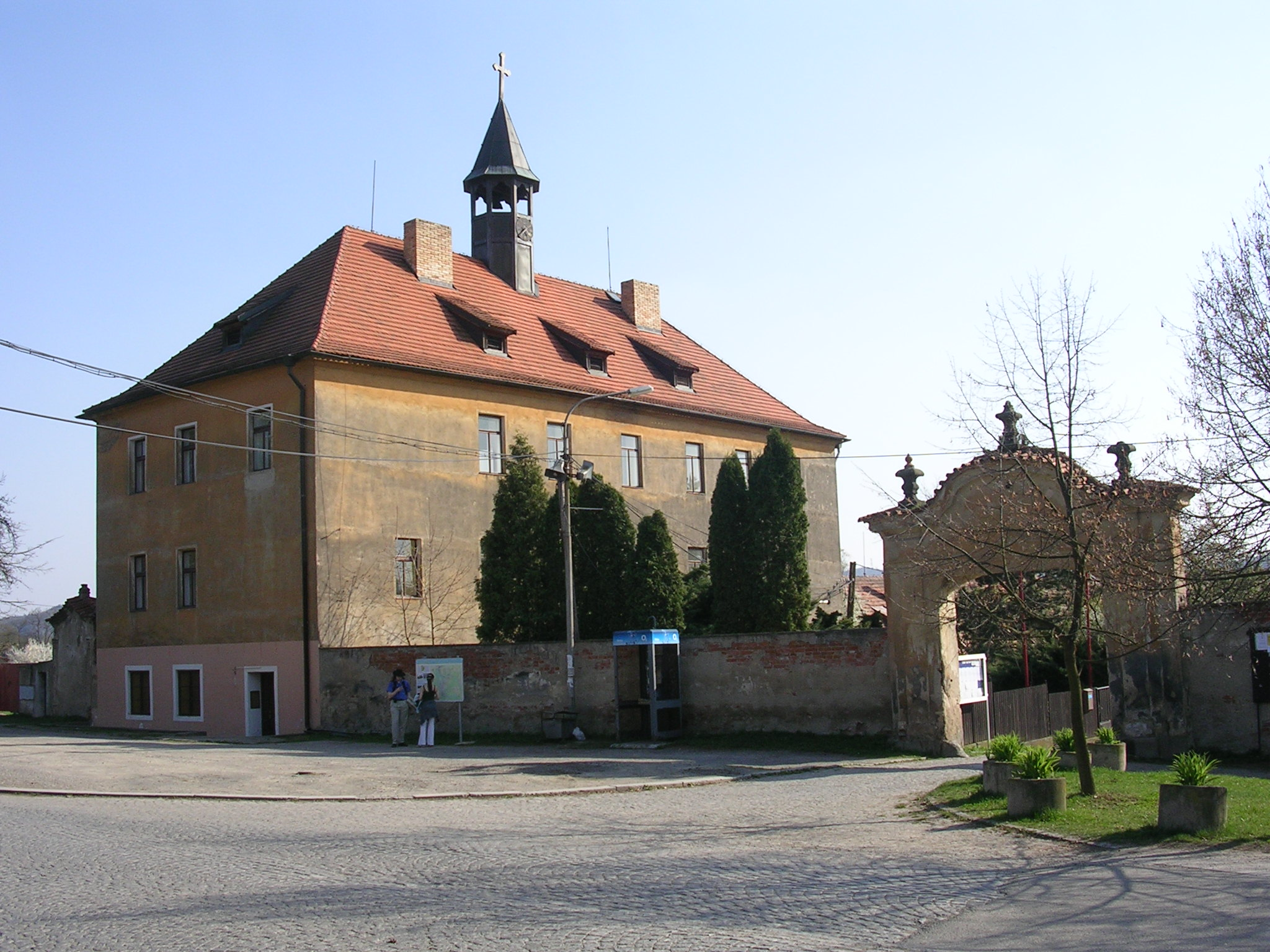
Schloss Hradištko

Hradištko, bis 2000 Hradišťko (deutsch Hradischko) ist eine Gemeinde in Tschechien. Sie liegt 24 Kilometer südlich des Stadtzentrums von Prag und gehört zum Okres Praha-západ.

## Geographie
Hradištko befindet sich im Norden der Středočeská pahorkatina auf der Hochfläche über den Tälern am Zusammenfluss von Moldau und Sázava. Westlich erhebt sich der Žižkův vrch (382 m), im Osten der Medník (416 m) und der Chlum (447 m). Nordwestlich von Hradištko liegt die Insel St. Kilian mit den Resten des Klosters Ostrov in der Moldau. Nördlich von Hradištko verläuft am rechten Ufer der Sázava die Bahnstrecke Čerčany–Vrané nad Vltavou.
Nachbarorte sind Sázava und Chlomek im Norden, Petrov im Nordosten, Pikovice im Osten, Závist und Norbertinka im Südosten, Peškov, Brunšov, Rajchardov und Štěchovice im Süden, Masečín im Südwesten, Hvozdnice im Westen sowie Kilián und Sloup im Nordwesten.

## Geschichte
Nach der Gründung des Klosters Insula im Jahre 999 errichteten die Benediktiner auf dem Felssporn zwischen Moldau und Sasau die Ansiedlung Sekanka, die das wirtschaftliche Zentrum des Klosters bildete. In der zweiten Hälfte des 13. Jahrhunderts setzte zwischen Davle und Štěchovice, insbesondere am Medník, der Goldbergbau ein. An der Moldau bestanden die Goldseifnersiedlungen Brunnseifen (Brunšov) und Šlemín. Zusammen mit dem Kloster wurde Sekanka 1278 durch brandenburgische Truppen Ottos IV. zerstört. Sekanka blieb wüst und seine Funktionen wurden auf Davle übertragen.
Die erste urkundliche Erwähnung des Wirtschaftshofes Hradysscze erfolgte 1310 in einer päpstlichen Bulle Clemens V. als Besitz des Klosters Insula. Wenig später gelangte der Hof in den Besitz der böhmischen Krone. König Johann von Luxemburg verpfändete Hradištko für 50 Schock Prager Groschen an Anna Radost. Karl IV. löste das Pfand 1356 wieder ein und schenkte das Gut dem von ihm gestifteten Prager Kloster der Mansionäre.
Während der Hussitenkriege gelangte Hradištko an weltliche Besitzer. Im Jahre 1421 wurde dem Gut der Königsaaler Anteil von Štěchovice mit Ausnahme von zwei Anwesen zugeschlagen. 1436 wurde das Gut Hradištko an die Herrschaft Lešany angeschlossen. Hieronymus von Čečelice verkaufte das Gut Hradištko 1446 dem Insuler Abt Johann. Im Jahre 1499 verpfändeten die Benediktiner den Anteil von Štěchovice an Hieronymus von Skuhrov. Auch das Gut Hradištko gelangte wieder an weltliche Herren. Im 16. Jahrhundert entstand eine Renaissancefeste. Zu Beginn des 17. Jahrhunderts erwarb Adam d. Ä. Hozlauer von Hozlau Hradištko, der bis 1612 auch das gesamte Städtchen Štěchovice in seinen Besitz brachte und dem Gut zuschlug. Nach der Schlacht am Weißen Berg wurden die Güter des Protestanten Adam Hozlauer konfisziert und aufgeteilt. Neuer Besitzer des Gutes Hradištko mit einem Anteil an Štěchovice wurde Rudolf Ritter von Malowitz. Dieser verkaufte das Gut am 13. August 1637 an den Prager Weihbischof und Abt des Prämonstratenserklosters Strahov Krispin Fux. Die Herrschaft Hradištko ging in dieser Zeit an das Kloster Strahov über. Im 18. Jahrhundert ließ das Kloster Strahov die Feste zu einem Barockschlösschen umbauen.
Im Jahre 1845 umfasste das im Berauner Kreis gelegene Gut Hradischko eine Nutzfläche von 3463 Joch 355 Quadratklafter. Auf dem Herrschaftsgebiet lebten 1174 tschechischsprachige Menschen, darunter eine jüdische Familie. Die Herrschaft bewirtschaftete in Hradischko einen Meierhof mit Schäferei; der Meierhof Mayerka bei Stiechowitz war verpachtet. Die herrschaftlichen Wälder wurden von den Forstrevieren Hradischko und Třebnitz bewirtschaftet. Stiechowitz, Hradischko und Brunschow waren Zentren der Töpferei, die Produkte wurden über die Moldau nach Prag verschifft und den Jahrmärkten verkauft. Zum Gut gehörten 51 Häuser des untertänigen Marktes Stiechowitz sowie die Dörfer Hradischko, Brunschow (Brunšov), Pikowitz (Pikovice), Mněchenitz und Třebnitz (Třebenice). Das Dorf Hradischko bzw. Hradisko auch Hradissť bestand aus 28 Häusern mit 174 Einwohnern. Im Ort gab es ein obrigkeitliches Schloss mit einer Hauskapelle, einen obrigkeitlichen Meierhof mit vier Obstgärten und einer Schäferei, ein obrigkeitliches Bräuhaus und ein obrigkeitliches Jägerhaus. Abseits lagen das Wirtshaus Mandat und die Wasenmeisterei Na Domku. Pfarrort war St. Kilian (Svatý Kilián). Bis zur Mitte des 19. Jahrhunderts war Hradischko das Amtsdorf des dem Kloster Strahov gehörigen Gutes Hradischko.
Nach der Aufhebung der Patrimonialherrschaften bildete Hradišťko / Hradischko mit den Flößersiedlungen Brunšov, Šlemín, Pikovice und der Abdeckerei Rajchardov ab 1850 eine Gemeinde im Bezirk und Gerichtsbezirk Eule. 1868 wurde Hradišťko dem Bezirk Karolinenthal zugeordnet. 1875 entstand eine Dorfschule. Ab 1884 gehörte die Gemeinde zum Bezirk Königliche Weinberge und ab 1921 zu dessen Expositur Jílové, aus der 1925 der Bezirk Jílové entstand. Die Gemeinde Hradišťko (mit Brunšov und Pikovice) hatte im Jahre 1932 580 Einwohner. 1942 wurde Hradischko dem Okres Praha-venkov-jih zugeordnet. Während der deutschen Besetzung wurde Hradischko zusammen mit dem Markt Neweklau und 71 Dörfern der Umgebung ab dem 1. September 1942 zwangsgeräumt und der Truppenübungsplatz Beneschau der Waffen-SS, der ab 1943 den Namen SS-Truppenübungsplatz Böhmen erhielt, errichtet. In Hradischko wurde die SS-Pionierschule Brunschau eingerichtet. Am 17. November 1943 wurde im Wald südöstlich von Hradischko ein KZ-Außenlager des Konzentrationslagers Flossenbürg bis 26. April 1945 eingerichtet; in dem auch zahlreiche französische Häftlinge untergebracht waren. Zum Ende des Zweiten Weltkrieges wurden alte Stollen in der unzugänglichen Schlucht Dušno zwischen Závist und dem Moldautal unterhalb der Staumauer der Talsperre Štěchovice im Sperrgebiet der zum SS-Truppenübungsplatz Böhmen gehörigen SS-Pionierschule Brunschau von den deutschen Besatzern als Verstecke genutzt. Auf dem Gelände wird auch der Štěchovicer Schatz vermutet, der aus mehreren Hundert Kisten bestehen soll, die Ende April 1945 von Berlin zunächst nach Prag ausgelagert wurden und von dort möglicherweise in ein Versteck bei Hradischko verbracht wurden. Nachdem der SS-Scharführer Günther Achenbach in französischer Gefangenschaft im Oktober 1945 über die Einlagerung von 30 Kisten mit Geheimdokumenten aus Berlin berichtet hatte, fuhr am 10. Februar 1946 ein aus vier Lastkraftwagen mit Technik bestehender US-Militärkonvoi nach Štěchovice und öffnete in einer Geheimaktion das gesicherte und verminte Versteck des Štěchovicer Archivs. Die geborgenen Kisten wurden von der US-Armee über die deutsche Grenze gebracht. Nach einem Protest der Tschechoslowakischen Regierung entschuldigte sich der Botschafter der USA für den bedauerlichen Vorfall und gab die Kisten mit Schriftgut des Staatssekretärs Karl Hermann Frank an die Tschechoslowakei zurück. Nach dem Ende des Zweiten Weltkrieges wurde der Ort wieder besiedelt und die Gemeinde 1945 dem Okres Jílové zugewiesen. 1948 wurde in Hradišťko eine Fabrik für keramische Drucke gegründet. Ab 1949 gehörte Hradišťko zum Okres Praha-východ und seit 1961 zum Okres Praha-západ. In den 1960er Jahren entstand in Hradišťko eine Inseminationsstation des Staatszuchtunternehmens. Am 1. September 2000 erfolgte die Änderung des Gemeindenamens Hradišťko in Hradištko. Beim Moldauhochwasser vom August 2002 wurden mehrere Häuser an der Štěchovicer Brücke in Brunšov überflutet.
Hradištko ist heute vor allem ein Erholungsort mit 1735 Ferienhäusern.

## Gemeindegliederung
Die Gemeinde Hradištko besteht aus den Ortsteilen Hradištko (Hradischko) und Pikovice (Pikowitz). Das gesamte Gemeindegebiet bildet den Katastralbezirk Hradištko pod Medníkem. Grundsiedlungseinheiten sind Brunšov (Brunschau), Hradištko und Pikovice. Außerdem gehören zu Hradištko die Ansiedlungen Mandát (Mandat), Šlemín (Schlemin) und Rajchardov.

## Sehenswürdigkeiten
- Grundmauern des Klosters Ostrov auf der Insel des Hl. Kilian
- Schloss Hradištko, heute Sitz des Gemeindeamtes
- Berg Medník mit Naturlehrpfad
- Posázavská stezka, der touristische Steig führt von Pikovice entlang der Sázava nach Žampach durch das romantische Flusstal mit Felsen und Trampsiedlungen
- Gedenkstein für die Opfer des KZ Hradischko, im Wald zwischen Hradištko und Závist am Standort des Lagers
- Archäologische Fundstätte Sekanka auf der gleichnamigen Anhöhe über dem Zusammenfluss von Moldau und Sázava
- Relikte des Goldbergbaus im Grund Dušno und am Medník